# Christian Favre
Pour les articles homonymes, voir Favre.
 (juillet 2024).
Christian Favre, né le 23 janvier 1955 à Échallens, est un pianiste soliste et chambriste, compositeur et professeur suisse.

## Biographie

### Origines
Christian Favre naît le 23 janvier 1955 à Échallens, dans le canton de Vaud (district du Gros-de-Vaud). Son père est membre de la chorale de l'église catholique du village.

### Formation
Christian Favre fait ses études au Conservatoire de Lausanne avec Francesco Zaza. En 1975, il y remporte un premier prix de virtuosité de piano avec félicitations du jury sous la direction de Louis Hiltbrand. Il se perfectionne avec Karl Engel à la Hochschule für Musik und Theater de Hanovre où il obtient un diplôme de soliste en 1978.
Christian Favre a également bénéficié de l'enseignement de Stefan Askenase à Bonn, de Guido Agosti à Sienne et de Nikita Magaloff à Montreux.

### Carrière
Christian Favre se produit en récital, en musique de chambre et avec orchestres. Il joue sous la direction d'Armin Jordan, Jesús López Cobos, Franz Welser-Möst, Marius Constant, Marcello Viotti, Tibor Varga, Christian Zacharias, etc. Très soucieux d’établir des liens entre la musique, la poésie et la littérature, Christian Favre s’associe avec des comédiens tels que Richard Vachoux, Corinne Coderey Nicolas Rinuy, Anna Pieri, pour des récitals poétiques autour de : Franz Liszt/Victor Hugo, Robert Schumann/E. T. A. Hoffmann, Maurice Ravel/Aloysius Bertrand, Frédéric Chopin/George Sand. Il donne, depuis le début de sa carrière, des concerts dans un très grand nombre de villes européennes. Passionné musique de chambre, il joue notamment avec les violonistes Jean Jaquerod, Pierre Amoyal, Tedi Papavrami, Gilles Colliard, Gyula Stuller et Raphaël Oleg l'altiste Christoph Schiller, les violoncellistes Martina Schucan, François Guye, Wen-Sinn Yang, Thomas Demenga et Mark Drobinsky, les pianistes Martha Argerich et Alexandre Rabinovitch, le trio à cordes de Munich, le Quatuor Raymond, le Amati Quartet (en), le Quatuor Sine Nomine ainsi que le Quatuor Schumann dont il est le pianiste attitré.
Christian Favre a réalisé une importante discographie et participé à de nombreuses émissions de radio et de télévision.

### Composition

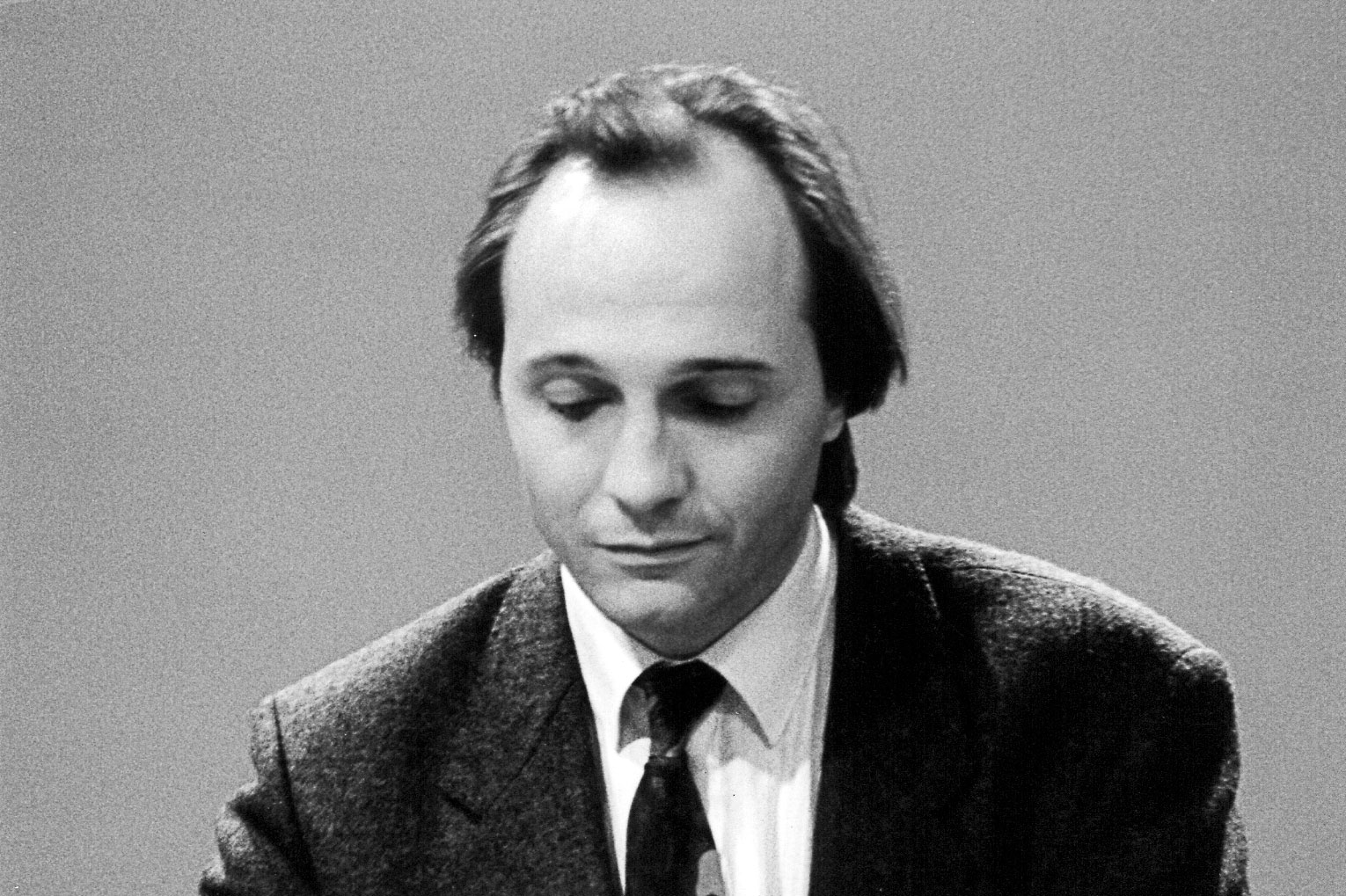
Christian Favre

Christian Favre a composé un Requiem pour chœur, solistes et orchestre créé en mars 2008 à Buenos Aires avec l’Orchestre philharmonique de Buenos Aires dirigé par Facundo Agudin. Il est l'auteur de plusieurs œuvres de musique de chambre qu'il interprète en public avec les musiciens, Tedi Papavrami, Gilles Colliard, François Guye, Denitsa Kazakova, Stefan Rusiecki, ainsi que le Quatuor Schumann. Certaines de ces œuvres ont fait l'objet d'un CD produit par le label DORON music. Ses transcriptions pour voix et quatuor avec piano du "Prélude et Mort d'Isolde", des Wesendonck-Lieder" de Richard Wagner et des "Rückert-Lieder de Gustav Mahler ont été interprétées à plusieurs reprises en Suisse, en France et en Espagne par la cantatrice Dame Felicity Lott et le Quatuor Schumann. En 2007, la firme aeon a réalisé un CD de ces transcriptions avec les mêmes interprètes.
En 2019, Christian Favre compose un opéra, Davel, qui est donné en première mondiale à l'Opéra de Lausanne en début d'année 2023 avec l’orchestre de Chambre de Lausanne sous la direction de Daniel Kawka.
En 2021, Christian Favre réalise une transcription pour quatuor avec piano des Kindertotenlieder de Gustav Mahler, créé à Lyon par Vincent Le Texier et compose 12 instantanés pour piano créé à Lausanne par Cédric Pescia.
En 2022 il compose un quintette pour clarinette et cordes joué en première mondiale, le 1er mars 2022 au Théâtre de l'Octogone à Pully par le quatuor Sine Nomine et Pascal Moraguès.

### Enseignement
Parallèlement à ces activités, Christian Favre a enseigné à la Haute École de musique de Lausanne et a donné régulièrement des master classes en Suisse et à l’étranger. Il est directeur artistique et fondateur du Concours d'Interprétation Musicale de Lausanne et a animé les cours d'interprétation du « Printemps de Romainmôtier ». Il a donné aussi des cours d'interprétation a l'Académie d'été internationale Bienne.

## Discographie
- Christian Favre, Prélude, choral et fugue de César Franck et Sonate en sol mineur op. 22 de Robert Schumann, LP Gallo 1974, réédition Preludio 1985
- Christian Favre, Concerto n°2 en fa mineur de Frédéric Chopin, Orchestre philharmonique George Enescu, direction Boris Mersson, LP Duraphon 1976, réédition LP Intercord 1980
- Christian Favre, Schumann-Liszt, Études symphoniques op.13 de Robert Schumann / Sonate en si mineur de Franz Liszt, LP Concert Hall 1980, réédition LP Preludio 1985
- Sand Chopin, Christian Favre pianiste / Corine Coderey comédienne, Preludio LP 1983, rééditions DORON music 1990 et 2010
- Schumann, Chopin, Liszt, récital public, Kreisleriana op.16 de Robert Schumann / Mephisto-Waltz de Franz Liszt, etc. LP Preludio 1984, réédition Tuxedo 1993
- Christian Favre, Franz Schubert, Sonate en si bémol majeur D.960, LP Préludio 1985
- Mazeppa, Orpheus, Tasso, de Franz Liszt, Christian Favre piano, Jean-François Vaucher orgue, LP DORON music 1987, rééditions 1990 et 2006
- Sonate op.14, Scènes d'enfants, de Robert Schumann, Claves Records 1989
- La musique russe pour piano et le monde de l’enfance, DORON music 1997
- Christian Favre Chopin, 3e Sonate en si mineur op. 58, 4e Ballade op.52, etc. DORON music, 2000
- Piano Concerto op.54 de Robert Schumann, OSG, direction Hervé Klopfenstein, DORON music2003
- Chausson, Fauré : Quatuors avec piano, Op.30 & No.1, Op.15, Quatuor Schumann, Aeon 2005
- Quatuor-Fantaisie, Chaconne, Scènes enfantines, de Christian Favre, DORON music 2006
- Piano Quatuor op.47 et Piano Quintette op.44 de Robert Schumann, Quatuor Schumann (+ Gyula Stuller), Aeon 2008
- Gustav Mahler - Richard Wagner, Quatuor Schumann et Felicity Lott, Aeon 2008
- Requiem de Christian Favre, OSJ, direction Facundo Agudin, DORON music 2010

## Sources
- De son deuil intime, Christian Favre a fait un Requiem Par Matthieu Chenal - Tribune de Genève, 19.11.2010
- Christian Favre, un pianiste compositeur par Francesco Biamonte - Radio Télévision Suisse, 25.11.2010
- À l'écoute: "Pavillon suisse" Radio Télévision Suisse